# Phallus hadriani
Phallus hadriani, conocido comúnmente como cuerno de duna, es una especie de hongo de la familia Phallaceae. Es una especie extendida, y es nativa de Asia, Europa y América del Norte. En Australia, es probablemente una especie introducida. El tallo del cuerpo del fruto alcanza hasta 20 cm (7,9 pulgadas) de altura por 4 cm (1,6 pulgadas) de grosor, y es esponjoso, frágil y hueco. En la parte superior del tallo hay un capuchón estriado y picado, parecido a un dedal, sobre el que se extiende una baba de esporas de color oliva (gleba). Poco después de emerger, la gleba se licua y libera un olor fétido que atrae a los insectos, que ayudan a dispersar las esporas. Se dice que es comestible en su estado inmaduro, parecido a un huevo, y suele crecer en céspedes, patios y jardines públicos, normalmente en suelos arenosos. Phallus hadriani puede distinguirse del similar P. impudicus (el cuerno apestoso común) por la presencia de una volva de color rosa o violeta en la base del tallo, y por las diferencias de olor.
Los cuerpos fructíferos inmaduros de P. hadriani en la fase de huevo tienen unas dimensiones de 4 a 6 cm (1,6 a 2,4 pulgadas) por 3 a 4 cm (1,2 a 1,6 pulgadas), y son de color entre rosa y violeta. Suelen tener rizomorfos (agregados de micelio que se asemejan a las raíces de las plantas) en la base. Los huevos están encerrados en una cubierta dura y una capa gelatinosa que se rompe a medida que emerge el cuerno apestoso. Los cuerpos fructíferos maduros, que pueden medir entre 10 y 20 cm de altura y entre 3 y 4 cm de grosor, tienen un estipe hueco de color blanco o crema, esponjoso y alveolado. La cabeza es reticulada, estriada y picada, y está cubierta por una masa glebal de color verde oliva. La volva tiene forma de copa y suele conservar su color rosado, aunque puede volverse marrón con la edad. Los cuerpos fructíferos son de corta duración, y suelen durar sólo uno o dos días.
Aunque el olor de P. hadriani ha sido descrito por algunos autores como tenue y agradable o como el de las violetas, otros describen el olor como fétido o pútrido. Se sabe que la gleba atrae a los insectos, incluidas las moscas, las abejas y los escarabajos, algunos de los cuales consumen la baba que contiene las esporas. Se cree que la dispersión de las esporas a larga distancia es facilitada por estos insectos, que pueden depositar en sus heces esporas intactas que sobreviven al paso por el tracto digestivo.

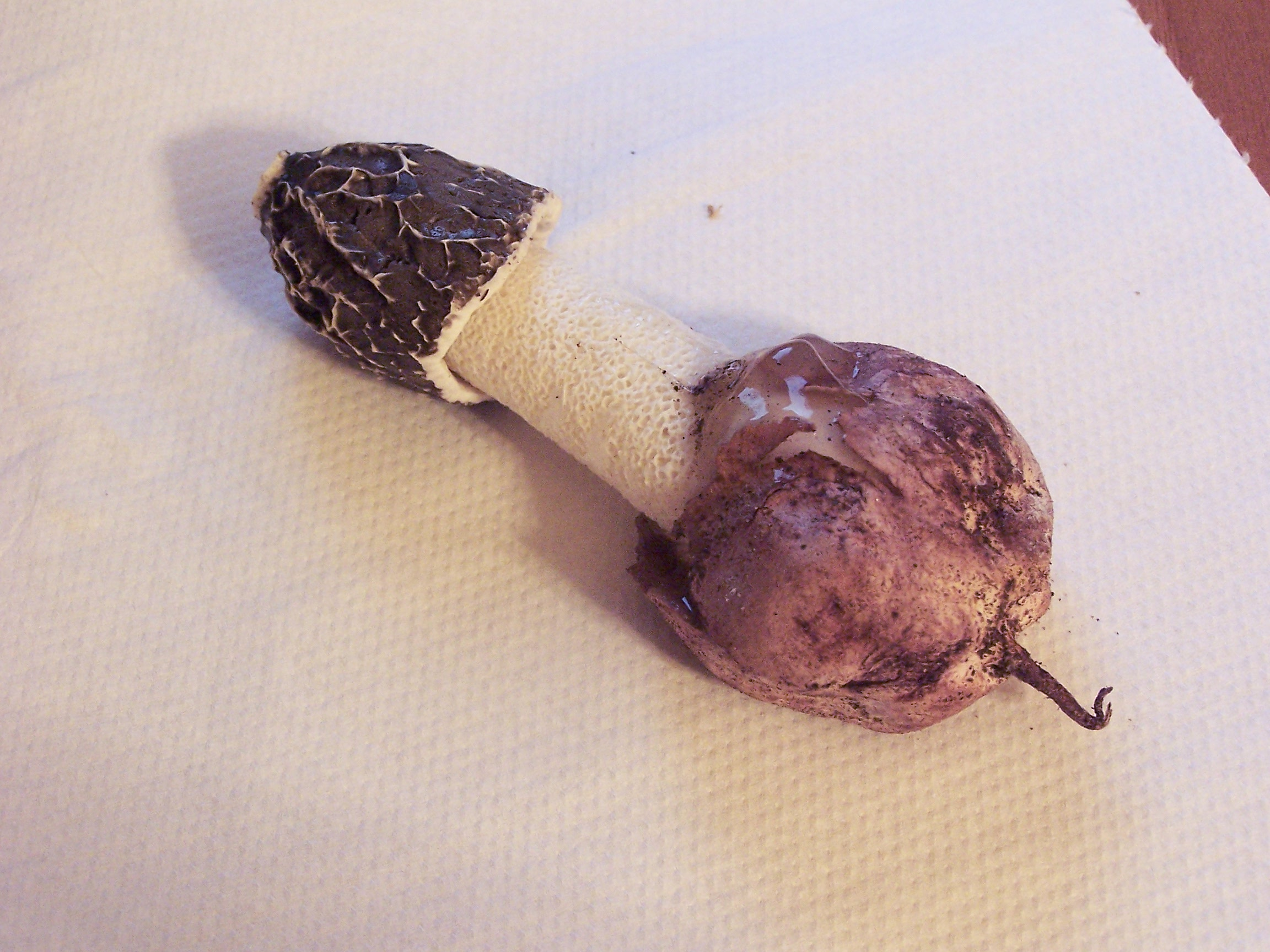
Phallus hadriani

Las esporas son cilíndricas, lisas e hialinas (translúcidas), con unas dimensiones de 3-4 por 1-2 µm. Los basidios (células portadoras de esporas) son cilíndricos, con unas dimensiones de 20-25 por 3-4 µm. Tienen ocho esterigmas (extensiones delgadas que se unen a las esporas), así como una pinza en su base.